# Destrier

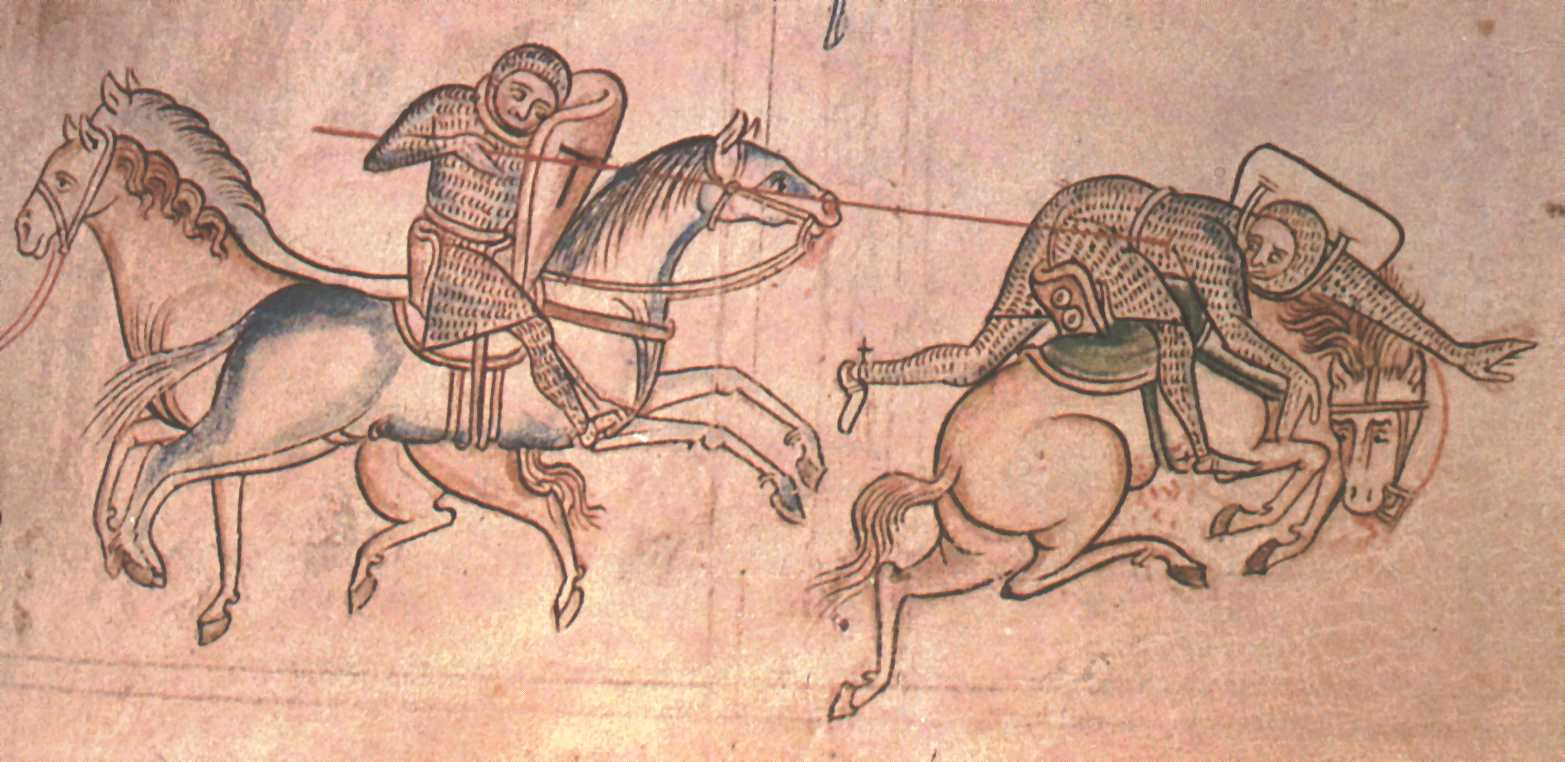
Der auf einem Destrier reitende William Marshall bringt einen Gegner während eines Tjost zu Fall.

Der Destrier (von lat. dextrarius) war das bekannteste Schlachtross des Mittelalters. Der Destrier beförderte Ritter zu Schlachten, Turnieren und Tjosten. Aufgrund seiner Bedeutung wurde es von zeitgenössischen Quellen als das Große Pferd beschrieben.
Das Wort Destrier leitet sich von dem vulgärlateinischen Dextarius (rechtsseitig) ab und deutet sich wahrscheinlich darauf hin, dass der Destrier von dem Knappen auf der rechten Seite des Ritters bzw. mit der rechten Hand geführt wurde oder von der Gangart des Pferdes.
Obwohl er von Rittern und Gleven hochgeschätzt wurde, war der Destrier kein gängiges Pferd. Die meisten Ritter und berittenen Gleven ritten andere Schlachtrösser, wie den Courser und den Runtzid.

## Charakteristika
Das Wort Destrier bezeichnet keine Rasse, sondern einen Typus Pferd: Das beste und stärkste Schlachtross. Diese Pferde waren gewöhnlich Hengste, die für den Krieg gezüchtet und aufgezogen wurden. Der Destrier wurde als das beste Pferd für den Tjost betrachtet; Coursers wurden für andere Formen der Kriegskunst genutzt. Der Destrier hatte kraftvolle Hinterbacken, einen kurzen Rücken, muskulöse Lenden, starke Knochen und einen wohlgeformten Nacken. In der mittelalterlichen Kunst wird der Destrier mit einem geraden oder leichten Profil, einem breiten Unterkiefer und einer guten Weite zwischen den Augen dargestellt.
Der Destrier wurde speziell in der Schlacht oder zum Turnier genutzt; für den täglichen Ritt benutzte der Ritter einen Zelter, sein Gepäck wurde von einem Packpferd oder in einem Wagen befördert.

## Zucht und Größe des Destriers

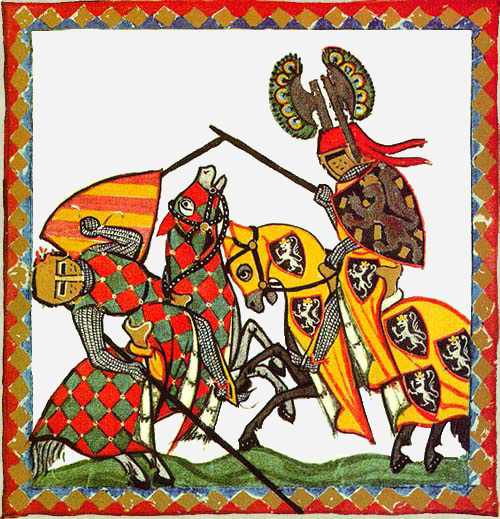
Aufgezäumte Pferde konkurrieren in einem Tjost, Auszug aus dem Codex Manesse

Es existieren viele Theorien, welche Größe Destrier erreichten, sie erreichten jedoch definitiv keine der heutigen Kaltblüter-Größen. Vom Museum of London in jüngster Zeit mit literarischen, bildlichen und archäologischen Quellen durchgeführte Studien belegen, dass Schlachtrösser (einschließlich Destriern) zwischen 14 und 15 Handbreit groß waren (entspricht etwa einer Widerristhöhe von 140 bis 150 cm), und sich mehr durch ihre Stärke, Muskulatur und Dressur und weniger durch ihre Größe auszeichneten. Diese Einschätzung wird von einer Analyse eines mittelalterlichen Rossharnisch im Royal Armouries unterstützt. Demnach wurde diese Rüstung ursprünglich von einem Pferd von 15 bis 16 Handbreit getragen.
Biomechanische Auswertungen anhand von Abbildungen und Knochenfunden ergeben, dass die Größe von 160 cm sich als ideal erweist, um einen Ritter mit Rüstung zu tragen und dennoch eine erforderliche Wendigkeit zu bieten. Dies deckt sich mit der Extrapolation der Größe anhand von Knochenfunden und Abbildungen.
Die Exeter Universität hat anhand von Isotopen-Messungen nachgewiesen, dass die nach England importierten Elite-Rösser der Tudor-Zeit überraschenderweise nicht aus Spanien oder Südeuropa stammten. Durch die Isotopen-Bestimmung konnte die Herkunft nicht enger eingegrenzt werden und das Isotopen-Muster weist lediglich auf kältere Regionen hin wie Nordeuropa und sogar die Alpen.
Allerdings finden sich in der Geschichte der Zucht der Ritterpferde des Deutschen Ordens in Ostpreußen entscheidende Hinweise. Rünger schreibt in der Zeitschrift für Tierzüchtung und Züchtungsbiologie einschließlich Tierernährung. - Berlin, 1925. - Bd. 2. - S. 211-308, dass die Spanier keine Kriegsrösser hatten und aus diesem Grund im 8. Jahrhundert Kriegsrösser aus Thüringen nach Spanien exportiert wurden.
Es waren die fränkischen Panzerreiter, welche unter Karl Martell im 8. Jahrhundert die Mauren zurückdrängten. Dies war der Beginn der Rückeroberung Spaniens. Die Panzerreiter wurden von germanischen Häuptlingen gestellt einschließlich der Ritterpferde.
So schreibt Rünger auf Seite 250:
„Eine gewisse Größe und Schwere des Pferdes war für den Ritter bei der damaligen Kampfesweise und dem Gewicht, das der Reiter in den Sattel brachte, erforderlich. Im Zweikampf Mann gegen Mann half oft die größere und wuchtigere Massenwirkung des Pferdes den Kampf entscheiden. Der Orden nannte seine Militiirpferdezucht direkt ,große Hengste‘ und ‚große Stuten‘, um den hauptsächlichsten Unterschied von den einheimischen Schweiken zu betonen. Große Pferde erbitten auch die deutschen Fürsten in ihren Briefen, und der Hochmeister Albrecht von Brandenburg, ein großer Pferdeliebhaber, erhält auf seine Bitte um einen ‚guten‘ spanischen Hengst die Antwort, daß es in Spanien keine ‚großen Pferde‘ gäbe. Um die Last, welche ein Streitroß um die Zeit der Kreuzzüge tragen mußte, zu ermitteln, hat man von den vorhandenen Rüstungen einige gewogen. Zu dem Rüstungsgewicht rechnete man das Gewicht des Ritters mit 180 Pfund und erhielt die Summe von 340 Pfund. Sicher hat man nun mit 180 Pfund das Gewicht des Ritters zu hoch angesetzt; denn aus den vielen uns überlieferten Rüstungen können wir schließen, daß in den weitaus meisten Fällen die Träger die Mittelgröße nicht überschritten haben… “
So hat lange vor der Trakehner-Zucht in Ostpreußen der Deutsche Orden in den dort eroberten Gebieten das mittelalterliche "Große Pferd" gezüchtet. Dies unter strengen Auflagen. Zuchttiere durften nicht exportiert werden. Hengsten für die Kreuzzüge wurde der Samenleiter durchtrennt, um zu verhindern, dass der Feind mit möglichen erbeuteten Tieren züchten konnte.
Rünger schreibt, dass die Zucht der Kriegsrösser des Deutschen Ordens aus Zuchten aus Norddeutschland und insbesondere Thüringen aufgebaut wurde.
Die Historie der Zucht von Kriegspferden in diesen Regionen geht noch viel weiter zurück.
Flavius Vegetius Renatus schreibt im 4. Jahrhundert in seinem Buch über Pferdemedizin, dass die besten Kriegsrösser aus dem damaligen Thüringen und Friesland stammen. Diese Rösser rennen noch verletzt mit unverändertem Tempo weiter und sind unbesiegbar. Allerdings hatten die damaligen Friesen nichts mit den heutigen Friesen gemeinsam. Vielmehr sind hierunter die heutigen Ostfriesen zu verstehen.

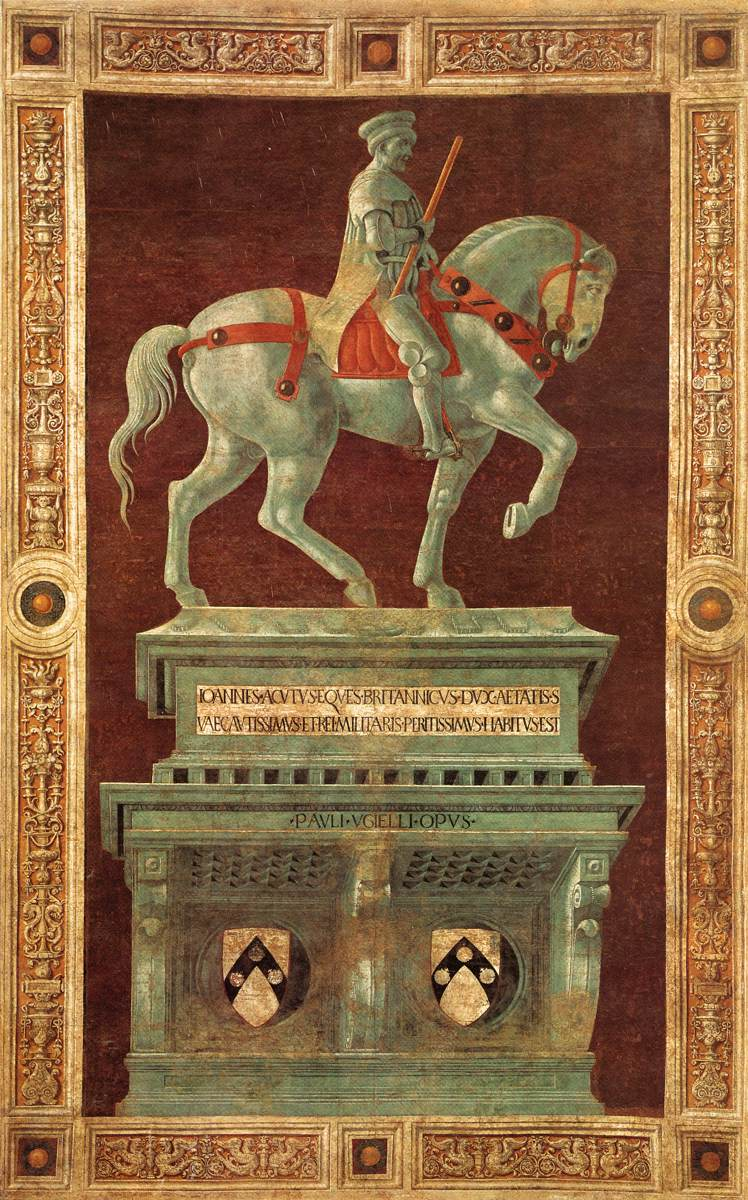
Reiterstandbild des Sir John Hawkwood aus dem 14. Jahrhundert

Ein Vergleich berühmter Alt-Oldenburger und Ostfriesen-Hengste wie Lord I Mo 189 (OF 1678)  oder Ruthard 1255 zeigt die Ähnlichkeit z. B. zum Reiterstandbild des Sir John Hawkwood aus dem 14. Jahrhundert. oder der Zeichnung von Leonardo da Vinci vom "Großen Pferd".
Das Destrier oder "Große Pferde" hatte keine Behänge an den Gliedmaßen. Das Becken ist ausladend und überbaut. Das heißt die Hinterhand ist höher als der Widerrist des Pferdes. Die Brust sehr tief. Dies deckt sich mit den Abbildungen von Ostfriesen, Alt-Oldenburgern und Sachsen-Thüringern.
Hinzu kommt ein starker Schwanenhals-artiger Hals mit einem betonten Unterhals. Rünger führt dies auf das Einkreuzen von Orientalen zurück.
Aufgrund der Last - das Eigengewicht und das Gewicht des Ritters müssen die Gliedmaßen kräftig sein. Sollen aber dennoch edel wirken und nicht plump.
Kaltblüter und Friesen haben Behänge – also lange Haare an den Gliedmaßen –, dies war seitens der Zuchtausrichtung des "Großen Pferdes" nicht erwünscht. Iberische Rassen haben ein kürzeres steileres Becken und sind insgesamt leichter gebaut, im Vergleich zu Skelett-Rekonstruktionen und historischen Abbildungen des "Großen Pferdes". Ebenso fällt auf, dass sowohl das "Große Pferd" wie von Leonardo da Vinci gezeichnet, als auch das Ross des Sir John Hawkwood, den Schweif erhaben hoch hält, was ebenso bei iberischen Rassen nicht in der Art vorkommt.
Ein möglicher Grund, weshalb derart wenig überliefert ist zu der Zucht der Ritterrösser, liegt daran, dass dies in Klöstern und streng geheim erfolgte. Es war mittelalterliche High-Tech.
Gute Zuchttiere durften die Zuchtstätten nicht verlassen und schon gar nicht die Landesgrenzen.
Somit ist es naheliegend, dass die Rassen, die heute als schweres Warmblut bezeichnet werden, wie die Alt-Oldenburger, Ostfriesen und Sachsen-Thüringer, die letzten Nachfahren der Rösser sind, die den Panzerreitern zum Sieg über die Mauren verhalfen und die dem Deutschen Orden als Grundlage der Zucht des "Großen Pferdes" in Ostpreußen und zur Ausrüstung der Kreuzzüge im Mittelalter dienten.
Historiker verweisen darauf, dass mit der Erfindung des Schießpulvers das Ross für den Nahkampf nicht mehr erforderlich war. Die einstigen begehrten Elite-Rösser wurden zum Kanonen ziehen degradiert und dezimiert und sind zuletzt im modernen Sportpferd aufgegangen.

## Der Wert von guten Schlachtrössern
Ein guter Destrier war teuer. Die aus dem siebten Jahrhundert stammende Lex Salica nennt einen Preis von zwölf Solidi als Wergeld oder Reparationszahlung für ein Kriegspferd, in Gegenüberstellung zu drei Solidi für einen gesunden Esel oder einem Solidus für ein Rind. In späteren Jahrhunderten stieg der Preis von Destriern weiter an: Der Durchschnittswert aller Pferde betrug in einer Kompanie von 22 Rittern und Knappen auf normalen Coursers zwischen 5 und 12 livres parisi in der Grafschaft Flandern 1297 im Gegensatz zu sieben Coursers im variierenden Wert zwischen 20 und 300 livres parisi.
Rünger hat hierzu eine Tabelle aufgestellt aus einer Quelle von 1410. Ein sehr gutes Kriegsross des Deutschen Ordens kostete bis 18 Mark. Ein Ochse 1 1/2 Mark. Ein gute Milchkuh 18 Scot. Ein Schaf 3 Scot. Eine Mark waren 24 Scot. Also war innerhalb des Ordens ein sehr gutes Kriegsross soviel wert wie 144 Schafe.